# 배명훈
배명훈(裵明勳, 1978년 6월 5일 ~ )은 대한민국의 과학소설 작가이다.
서울대학교 외교학과를 졸업 후, 서울대학교 대학원 외교학과에서 석사 학위를 받았다.
2005년 〈Smart D〉로 과학기술 창작문예 단편부문을 수상했다. 같은 해 11월 25일 환상문학 웹진 거울에 〈다이어트〉를 발표하면서 필진으로 합류한 이래 다양한 매체를 통해서 작품을 발표하고 있다. 《에스콰이어》 2007년 1월호에서 "The Newest: 2007년 우리가 주목해야 할 대중문화 예술의 첨병 14인"에 선정되었다. 2010년에는 '안녕, 인공존재!'로 2010 문학동네 젊은작가상을 수상했다.

## 작품 및 저작

### 중 · 단편 소설
- 〈테러리스트〉 - 2004년

제46회 서울대학교 대학문학상 단편부문 우수상 수상.
- 〈Smart D〉 - 2005년, 《과학동아》 2005년 12월호

제2회 과학기술창작문예 단편부문 수상.
- 〈다이어트〉 - 2005년 11월, 환상문학웹진 거울 30호
- 〈연애편지〉 - 2005년 12월, 환상문학웹진 거울 31호
- 〈그녀에게 안경을 선물하기〉 - 2006년 1월, 환상문학웹진 거울 32호
- 〈Military! Fantastic! - 군대에서 눈 치운 이야기 -〉 - 2006년 1월, 환상문학웹진 거울 32호
- 〈냉동인간과의 인터뷰〉 - 2006년 2월, 환상문학웹진 거울 33호
- 〈이웃집 신화〉 - 2006년 2월, 환상문학웹진 거울 33호
- 〈청혼〉 - 2006년 3월, 환상문학웹진 거울 34호 / 2010년 8월, 《문예중앙》 2010년 가을호(통권 123호)
- 〈모〉 - 2006년 6월, 환상문학웹진 거울 36호
- 〈355 서가〉 - 2006년 6월, 환상문학웹진 거울 37호
- 〈철거인(鐵巨人) 6628〉 - 2006년 7월, 환상문학웹진 거울 38호
- 〈밀실은 공습 임무 중〉 - 2006년 8월, 환상문학웹진 거울 39호
- 〈누군가를 만났어〉 - 2006년 9월, 환상문학웹진 거울 40호
- 〈혁명이 끝났다고?〉 - 2006년 10월, 환상문학웹진 거울 41호
- 〈플레인 요구르트〉 - 2006년 11월, 환상문학웹진 거울 42호
- 〈스윙 바이〉 - 2006년 11월, 《Happy SF》 2호
- 〈석기창비록(石器倉秘錄)〉 - 2006년 12월, 환상문학웹진 거울 43호
- 〈비몽사몽〉 - 2007년 3월, 환상문학웹진 거울 46호
- 〈조개를 읽어요〉 - 2007년 4월, 환상문학웹진 거울 47호 / 2007년 11월, 웹진 크로스로드
- 〈매뉴얼〉 - 2007년 6월, 환상문학웹진 거울 49호
- 〈논문 공장〉 - 2007년 6월, 환상문학웹진 거울 49호
- 〈우주로 날아간 마도로스〉 - 2007년 7월, 《판타스틱》 Vol.3
- 〈머나먼 퇴근〉 - 2007년 11월, 환상문학웹진 거울 54호
- 〈야간 순찰〉 - 2007년 12월, 환상문학웹진 거울 54.5호 (성탄 특집 초단편)
- 〈바이센테니얼 챈슬러〉 - 2007년 12월, 환상문학웹진 거울 55호 / 2008년 4월, 《판타스틱》 Vol.12
- 〈인섹트 플라이트〉 - 2007년 12월, 《판타스틱》 Vol.8
- 〈예언자의 겨울〉 - 2008년 1월, 환상문학웹진 거울 56호
- 〈마탄강 유역〉 - 2008년 3월, 환상문학웹진 거울 58호
- 〈초록연필〉 - 2008년 3월, 환상문학웹진 거울 58호
- 〈영웅〉 - 2008년 6월, 환상문학웹진 거울 61호
- 〈냉방노조 진압작전〉 - 2008년 7월, 환상문학웹진 거울 62호
- 〈수이〉 - 2008년 9월, 환상문학웹진 거울 64호
- 〈예비군 로봇〉 - 2008년 9월, 《판타스틱》 Vol.17 / 2009년 6월, 환상문학웹진 거울 73호 / 2009년 10월, 네이버 오늘의 문학
- 〈마리오의 침대〉 - 2009년 3월, 환상문학웹진 거울 70호
- 〈안녕, 인공존재!〉 - 2009년 12월, 《문학동네》 2009년 겨울호(통권 61호)

제1회 문학동네 젊은작가상 (2010) 수상.
- 〈천상열차〉 - 2010년 5월, 환상문학웹진 거울 84호
- 〈변신합체 리바이어던〉 - 2010년 2월, 문장 글틴
- 〈예술과 중력가속도〉 - 2010년 12월, 《창작과 비평》 2010년 겨울호(통권 150호)
- 〈폭격〉 - 2011년, 《한국문학》 2011년 봄호 / 2012년 11월, 환상문학웹진 거울 113호 / 2012년 12월, 《프레시안》 12월 25일자[4]
- 〈톱니〉 - 2011년, 《데이즈드&컨퓨즈드》 2011년 10월호
- 〈고양이 왼손 자리〉 - 2011년, 《엘르 걸》 2011년 11월호
- 〈세 번째 계단〉 - 2012년 2월, 환상문학웹진 거울 105호
- 〈난공불락대작전〉 - 2012년, 《한국문학》 2012년 가을호
- 〈티케팅 & 타게팅 보관됨 2014-08-02 - 웨이백 머신〉 - 2012년 11월, 문장웹진 12월호
- 〈유물위성〉 - 2013년, 《과학동아》 2013년 3월호
- 〈뒷면의 우주 보관됨 2020-08-10 - 웨이백 머신〉 - 2013년 4월, 문장 글틴
- 〈홈스테이〉 - 2013년, 《과학동아》 2013년 7월호
- 〈초원의 시간〉 - 2013년, 《과학동아》 2013년 11월호
- 〈접점의 실루엣〉[5] - 2013년, 《확장된 개념의 경이의 방》 전시연계 책자
- 〈양떼자리〉 - 2015년 2월, 한겨레21 제1050호
- 〈배신하는 별〉 - 2015년 6월, 《미스테리아》 제1호

그 외에 2004년 6~7월경부터 싸이월드 미니홈피에 게재한 습작 단편이 다수 존재하나 현재는 작가 본인의 의향에 따라 비공개 상태. 이 습작들 중 일부의 소재나 내용은 이후의 작품들에서 확장 계승된 것도 있음.

### 공동 작품집

#### 일반 단행본
- 《2005 과학기술 창작문예 수상작품집》- 2006년 1월, 동아사이언스. 160쪽, ISBN 8991844065
  - 〈Smart D〉 (단편소설 부문 수상작)
- 《2006 과학기술 창작문예 수상작품집》- 2006년 11월, 동아사이언스. 276쪽, ISBN 8991844308
  - 〈모〉 (초청작품)
- 《누군가를 만났어[깨진 링크(과거 내용 찾기)]》- 2007년 1월, 행복한책읽기. 526쪽, ISBN 9788989571445
  - 〈이웃집 신화〉
  - 〈누군가를 만났어〉
  - 〈임대전투기〉
  - 〈철거인(鐵巨人) 6628〉
  - 〈355 서가〉

김보영, 박애진과 함께 펴낸 3인 공동 단편집. 2009년 9월에 북큐브에서 전자책 버전 출간.
- 《잃어버린 개념을 찾아서》- 2007년 11월, 창비. ISBN 9788936456054
  - 〈엄마의 설명력〉 - 이 책에서 처음 발표한 신작.
- 《한국 환상문학 단편선》- 2008년 7월, 황금가지. ISBN 9788960172555
  - 〈초록연필〉
- 《앱솔루트 바디》- 2008년 9월, 해토. ISBN 9788990978745
  - 〈조개를 읽어요〉
- 《U, ROBOT》- 2009년 2월, 황금가지. ISBN 9788960171923
  - 〈매뉴얼〉
- 《한국 환상문학 단편선 2》- 2009년 8월, 시작. ISBN 9788901098661
  - 〈얼굴이 커졌다〉 - 이 책에서 처음 발표한 신작.
- 《백만 광년의 고독》- 2009년 12월, 오멜라스. ISBN 8901103028
  - 〈방해하지 마세요〉 - 이 책에서 처음 발표한 신작.
- 《2010 제1회 젊은작가상 수상작품집》- 2010년 3월, 문학동네. ISBN 9788954610797
  - 〈안녕, 인공존재!〉
- 《헬로, 미스터 디킨스》 - 2012년 12월, 이음. ISBN 9788993166576
  - 〈타이베이 디스크〉 - 이 책에서 처음 발표한 신작.
- 《파란 아이》 - 2013년 5월, 창비. ISBN 9788936456504
  - 〈푸른파 피망〉
- 《열일곱: 열일곱 명의 작가 열일곱 개의 이야기》 - 2016년 7월, 알라딘 도서팀
  - 〈폭군으로서〉 - 이 책에서 처음 발표한 신작.

알라딘 17주년을 맞아 17명의 작가들이 집필한 엽편소설을 하나로 묶은 이벤트 책자. 동일 내용의 전자책으로도 배포되었다.

#### 웹진 거울 단편선
- 환상문학웹진 거울 흡혈귀 단편선 《혈중환상농도 13%》 - 2006년 7월, 웹진 거울.
  - 〈냉동인간과의 인터뷰〉
- 2006 환상문학웹진 거울 중단편선 《변신!》 - 2006년 11월, 웹진 거울.
  - 〈연애편지〉
  - 〈다이어트〉
- 환상문학웹진 거울 외계인 단편선 《제 15종 근접조우》 - 2007년 7월, 웹진 거울.
  - 〈석기창비록(石器倉秘錄)〉
- 2007 환상문학웹진 거울 중단편선 《비몽사몽》 - 2007년 11월, 웹진 거울.
  - 〈비몽사몽〉
- 환상문학웹진 거울 고양이 단편선 《달과 아홉 냥》 - 2008년 7월, 웹진 거울.
  - 〈고양이 플롯〉 - 이 책에서 처음 발표한 신작.
- 2008 환상문학웹진 거울 중단편선 《눈 늑대》 - 2008년 11월, 웹진 거울.
  - 〈마탄강 전투〉[6]
- 2009 환상문학웹진 거울 중단편선 《잃어버린 시간의 연대기》 - 2009년 12월, 웹진 거울.
  - 〈수이〉
- 환상문학웹진 거울 타로카드 단편선 《타로카드 22제》 - 2009년 12월, 웹진 거울.
  - 〈위대한 수습〉 - 이 책에서 처음 발표한 신작.
- 2010 환상문학웹진 거울 중단편선 《묘생만경》 - 2010년 11월, 웹진 거울.
  - 〈천상열차〉
- 2012 환상문학웹진 거울 중단편선 《죽음을 부탁하는 상냥한 방법》 - 2012년 11월, 웹진 거울.
  - 〈세 번째 계단〉

#### 기타 출판물
- 《에스콰이어》 2011년 10월호 별책 SF 단편선 《Multiverse》 - 2011년, (주)가야미디어.
  - 〈발자국〉 - 이 책에서 처음 발표한 신작.

잡지 《에스콰이어》 창간 16주년 기념호 별책부록.
작품이 실린 작가들이 릴레이 방식으로 서로에 대해 소개하는 서문을 집필했는데, 배명훈은 윤이형의 〈오보에가 있는 토요일〉을 담당.
- 호연마을 피망 단편선 《호연피망》 - 2012년 7월, 호연마을.
  - 〈푸른파 피망〉 - 이 책에서 처음 발표한 신작.

### 단편집
- 《타워》 - 2009년 6월, 오멜라스. ISBN 9788901096438
  - 〈동원 박사 세 사람: 개를 포함한 경우〉
  - 〈자연예찬〉
  - 〈타클라마칸 배달 사고〉
  - 〈엘리베이터 기동연습〉
  - 〈광장의 아미타불〉
  - 〈샤리아에 부합하는〉
  - 부록 1. 작가 K의 《곰신의 오후》 중에서
  - 부록 2. 카페 빈스토킹 - 《520층 연구》 서문 중에서
  - 부록 3. 내면을 아는 배우 P와의 ‘미친 인터뷰’
  - 부록 4. 타워 개념어 사전
  - 작가의 말
  - 《타워》를 읽고 (이인화의 해설)

가공의 도시국가 '빈스토크'를 무대로 하는 연작 소설집. 2009년 4월 1일부터 6월 5일까지 인터넷 서점 알라딘의 공식 블로그에 온라인 연재된 후에 종이책으로 출간.
- 《안녕, 인공존재!》- 2010년 6월, 북하우스. ISBN 9788956054605
  - 〈크레인 크레인〉 - 이 책에서 처음 발표한 신작.
  - 〈누군가를 만났어〉
  - 〈안녕, 인공존재!〉
  - 〈매뉴얼〉
  - 〈얼굴이 커졌다〉
  - 〈엄마의 설명력〉
  - 〈변신합체 리바이어던〉
  - 〈마리오의 침대〉
  - 그는 상상력이다 (신형철의 해설)
  - 출간사유서
- 《총통각하》 - 2012년 10월, 북하우스, ISBN 9788956056104 (삽화/ 이강훈)
  - 〈바이센테니얼 챈슬러〉
  - 〈새벽의 습격〉
  - 〈고양이와 소와 용의 나라로부터〉
  - 〈발자국〉
  - 〈혁명이 끝났다고?〉
  - 〈위대한 수습〉
  - 〈냉방노조 진압작전〉
  - 〈초록연필〉
  - 〈내년〉 - 이 책에서 처음 발표한 신작.
  - 〈Charge!〉[7]
  - 레고의 별 (허윤진의 해설)
  - 나의 뮤즈 총통각하 (작가의 말)[8]

'총통' 혹은 '각하'로 상징되는 정치권력을 테마로 삼아 집필된 연작 소설집. 2012년 9월 3일부터 10월 9일까지 인터넷 서점 YES24의 공식 블로그에서 〈바이센테니얼 챈슬러〉~ 〈발자국〉의 4편을 온라인 연재한 후에 종이책으로 출간.
- 《예술과 중력가속도》 - 2016년 11월, 북하우스. ISBN 9788956057859
  - 〈유물위성〉
  - 〈스마트 D〉
  - 〈조개를 읽어요〉
  - 〈예언자의 겨울〉
  - 〈티켓팅 & 타겟팅〉
  - 〈예술과 중력가속도〉
  - 〈홈스테이〉
  - 〈예비군 로봇〉
  - 〈초원의 시간〉
  - 〈양떼자리〉
  - 해설 정세랑(소설가): 초원에서 올려다보는 빛나는 인공위성
  - 작가의 말

### 장편소설
- 《신의 궤도 1 - 빨간 비행기》 - 2011년 8월, 문학동네. ISBN 9788954615723
- 《신의 궤도 2 - 하얀 비행기》 - 2011년 8월, 문학동네. ISBN 9788954615730
- 《은닉》 - 2012년 6월, 북하우스. ISBN 9788956055978

제1회 SF어워드 장편소설 부문 우수상 수상.
- 《청혼》[11] - 2013년 7월, 문예중앙. ISBN 9788927804550
- 《가마틀 스타일》[12] - 2014년 8월, 은행나무, ISBN 9788956607900
- 《맛집 폭격》 - 2014년 12월, 북하우스, ISBN 9788956058078
- 《첫숨》 - 2015년 11월, 문학과지성사. ISBN 9788932028071

### 동화
- 《끼익끼익의 아주 중대한 임무》- 2011년 4월, 킨더주니어. ISBN 9788956185743 (그림/ 이병량)

### 에세이
- 〈아니, 아직도 절필 안 하셨어요?〉 - 2006년 6월 3일, 환상문학웹진 거울 36호.
- 〈리뷰: 조수미, I wonder as I wander[깨진 링크(과거 내용 찾기)]〉 - 2007년 12월 20일, 환상문학웹진 거울 54.5호.
- 〈"시간의 잔상"의 역사〉 - 2008년 1월 26일, 환상문학웹진 거울 56호.
- 《아시모프의 과학소설 창작백과》 - 2008년, 오멜라스. ISBN 9788901088068

작품해설 〈《아시모프의 과학소설 창작백과》 오해 없이 읽기〉 수록.
- 〈그 여자는 모르는 별 이야기〉 - 2009년 5월 11일, 《프레시안》.
- 〈나의 길티플레져: 욕하는 거야, 재밌잖아?〉 - 2009년 8월 7일, 《씨네21》.
- 《나는 가짜다: 작가가 그린 자화상》 - 2010년, 헤럴드미디어. ISBN 9788985756334

〈귀를 키워라〉 수록.
- 〈돌화살촉〉 - 2010년, 《레이디경향》 2010년 6월호.
- 〈샤룩 칸 그가 곧 인도영화다〉 - 2011년 3월 29일, 《씨네21》.
- 〈고양이의 나라, 사람의 나라 보관됨 2012-10-04 - 웨이백 머신〉 - 2012년 7월 5일, 《시사IN》 250호.
- 〈휴가와 작은 권력들 보관됨 2012-10-04 - 웨이백 머신〉 - 2012년 8월 2일, 《시사IN》 254호.
- 〈서울에 펼쳐진 보병밀집방진이라니… 보관됨 2012-10-04 - 웨이백 머신〉 - 2012년 8월 30일, 《시사IN》 258호.
- 〈나만 ‘중립’이라는 기막힌 착각 보관됨 2012-10-06 - 웨이백 머신〉 - 2012년 9월 27일, 《시사IN》 262호.
- 〈지긋지긋한 절대반지 이야기[깨진 링크(과거 내용 찾기)]〉 - 2012년 11월 1일, 《시사IN》 267호.
- 〈소설가의 정치적 발언[깨진 링크(과거 내용 찾기)]〉 - 2012년 11월 29일, 《시사IN》 271호.
- 〈정치를 관전하는 시간이 끝나면 보관됨 2013-05-21 - 웨이백 머신〉 - 2012년 12월 26일, 《시사IN》 275호.
- 〈지금이 웃을 때야? 제대로 웃을 때지!〉 - 2013년 1월 4일, 《프레시안》.
- 〈JYJ 콘서트 티켓을 예매한 이유 보관됨 2013-01-29 - 웨이백 머신〉 - 2013년 1월 23일, 《시사IN》 279호.
- 〈“혹시 외계인이랑 교신하는 일 하세요?” 보관됨 2013-05-21 - 웨이백 머신〉 - 2013년 2월 25일, 《시사IN》 284호.
- 〈<세 얼간이>에서 빠졌던 것들 보관됨 2013-05-21 - 웨이백 머신〉 - 2013년 3월 26일, 《시사IN》 288호.
- 〈“돈은 많이 못 줘. 네가 좋아서 하는 거니까” 보관됨 2013-05-21 - 웨이백 머신〉 - 2013년 5월 1일, 《시사IN》 293호.
- 〈다시는 이 바닥에 발 못 붙이게 하겠다고?[깨진 링크(과거 내용 찾기)]〉 - 2013년 5월 30일, 《시사IN》 297호.
- 〈한국은 작은 나라일까[깨진 링크(과거 내용 찾기)]〉 - 2013년 6월 26일, 《시사IN》 301호.
- 〈남이 죽어 다행? 보관됨 2016-03-04 - 웨이백 머신〉 - 2013년 7월 27일, 《시사IN》 305호.
- 〈국회가 생산해야 할 가장 중요한 것? 보관됨 2014-02-22 - 웨이백 머신〉 - 2013년 8월 23일, 《시사IN》 309호.
- 〈시원함을 앗아간 국가 보관됨 2014-02-22 - 웨이백 머신〉 - 2013년 9월 23일, 《시사IN》 313호.
- 〈'꼰대'가 모르는 게임의 미학 보관됨 2014-02-23 - 웨이백 머신〉 - 2013년, 《ARENA》 2013년 12호.
- 〈접합면에서 본 “융합”〉 - 2013년, 《확장된 개념의 경이의 방》 공식홈페이지.
- 《눈먼 자들의 국가: 세월호를 바라보는 작가의 눈》 - 2014년, 문학동네, ISBN 9788954626071

〈누가 답해야 할까?〉 수록.
- 《연애소설이 필요한 시간 - 진짜 연애는 아직 오지 않았다》 - 2015년 10월, 부키. ISBN 9788960515192

〈무모하게 사랑할 특권 - 《데브다스》〉 수록.

### 라디오 드라마
- 〈안녕, 인공존재![깨진 링크(과거 내용 찾기)]〉 - KBS 《라디오 독서실 - 한국인이 사랑하는 우리 문학》, 2010년 6월 6일 방송

드라마가 끝난 뒤에 짤막한 작가 인터뷰가 이어지는 형식으로 구성.
기획/ 윤석훈. 기술/ 이흥규. 음악/ 강진호. 효과/ 안익수, 윤미원, 김기평. 구성/ 서현이. 제작/ 서승표. 진행/ 김경란.

### 플래시 애니메이션
- 〈안녕, 인공존재![깨진 링크(과거 내용 찾기)]〉 - 《문학나눔》, 2009년 12월

《문학나눔》의 '문학집배원' 코너에서 간단한 애니메이션을 곁들인 소설 낭독 형식으로 소개. 원작의 중간 부분까지만을 다루고 있음.
낭송/ 홍서준, 안민영. 캐리커처/ 송동근. 음악/ 정진영. 녹음/ 한철녹음실. 애니메이션/ 하라. 프로듀서/ 김태형. 해설/ 은희경

## 참고 문헌
- 〈《U, ROBOT》 작가와의 만남〉, SF무크지 《미래경》 Vol.1, 208~216쪽, 2009년 7월, SF&판타지도서관.

단편집 《U, ROBOT》에 참가한 젊은 작가 5인(곽재식, 김보영, 박애진, 배명훈, 임태운)의 인터뷰.
- 〈작가와의 만남: 배명훈〉, SF무크지 《미래경》 Vol.2, 358~377쪽, 2010년 8월, SF&판타지도서관.

2009년 11월 21일에 SF&판타지도서관에서 개최된 작가 좌담회 녹취록.
- 허윤진, 〈우정, 혹은 데탕트.〉, 《문예중앙》 2011년 여름호(통권 126호), 2011년 5월. 중앙북스.

〈폭격〉에 대한 리뷰.
- 김윤식, 《혼신의 글쓰기, 혼신의 읽기》, 2011년 9월, 도서출판 강. ISBN 9788982181665

〈안녕, 인공존재!〉, 〈예술과 중력가속도〉 비평 수록.
- 강지희, 〈장르의 표면장력 위로 질주하는 소설들〉, 《창작과 비평》 2011년 가을호(통권 153호), 2011년 9월, 창비.

제2장에서 〈청혼〉 분석.
- 복도훈, 〈데카르트의 SF적 후예들―배명훈과 김보영의 소설을 중심으로〉, 《LIST》 제20호, 2013년 여름, 한국문학번역원.

《안녕, 인공존재!》, 《신의 궤도》, 《총통각하》를 소개.
- 〈배명훈 인터뷰 - "과학문화는 SF작가에게는 인프라" 보관됨 2015-01-28 - 웨이백 머신〉, 《과학동아》 2013년 9월호, 168~169쪽, 2013년 8월, 동아사이언스.